# Promenade de la Rabine
La promenade la Rabine est une voie de Vannes, dans le département du Morbihan, en France.

## Situation et accès
La promenade est une vaste esplanade située entre l'avenue du Maréchal-de-Lattre-de-Tassigny à l'ouest et le port (quai Éric-Tabarly). Elle est limitée au nord par l'office du tourisme et l'esplanade Simonde-Veil, tandis qu'elle devient chemin des Émigrés à son extrémité sud (au niveau de la rue François-Rio).

## Description
La promenade mesure un peu plus d'1 km de longueur pour 30 à 45 m de largeur. Sa superficie est d'environ 4,2 ha. Sur le tiers septentrional de sa longueur, elle s'étend sur une direction globalement nord—sud, avant d'obliquer légèrement au nord-nord-est—sud-sud-ouest au sud de son parcours.
Elle se présente comme une vaste promenade plantée de quatre rangées d'arbres (tilleuls et platanes) de part et d'autre d'un espace central non revêtu. Au nord de cet espace, se situent un kiosque à musique et l'office du tourisme.

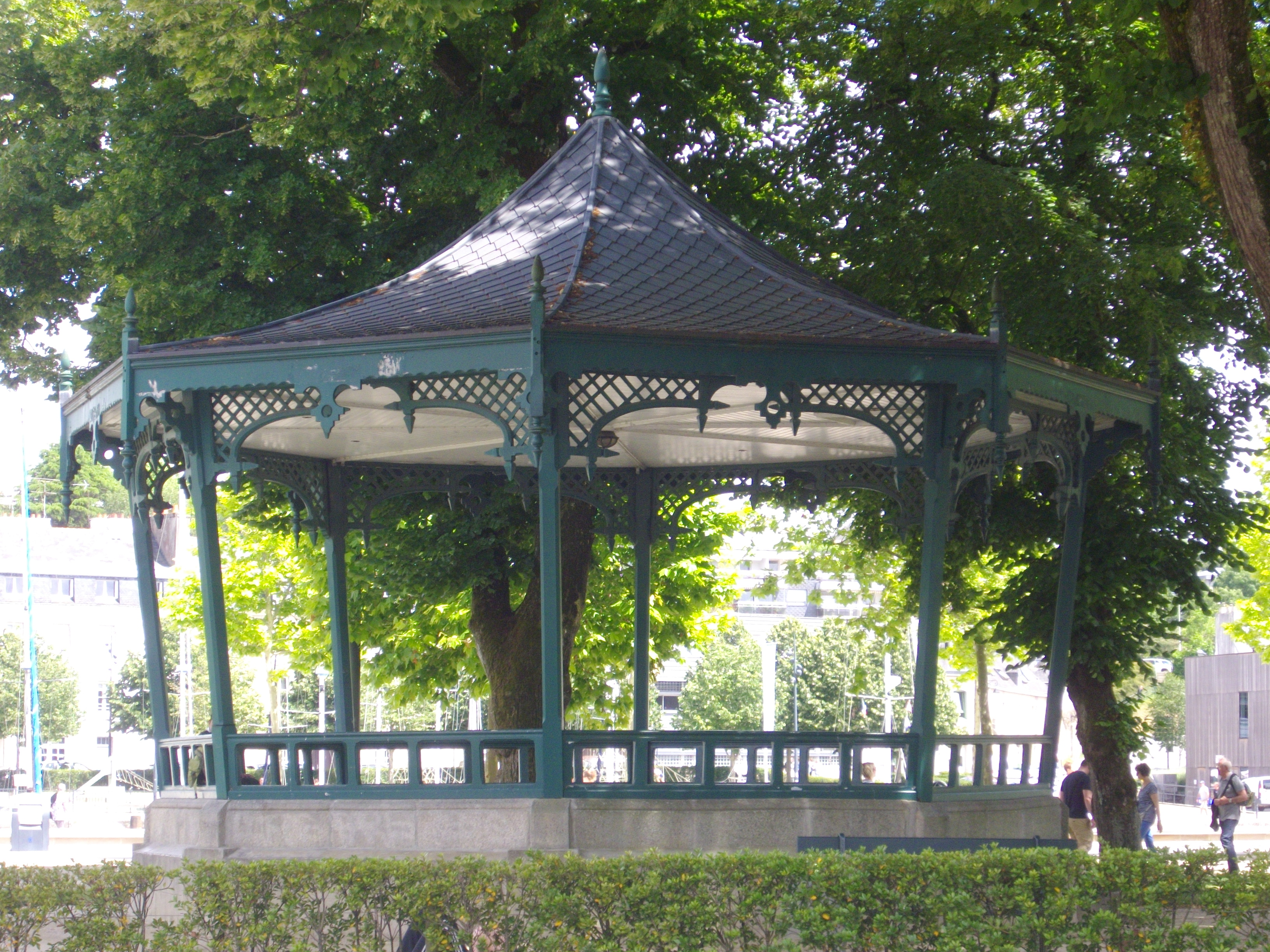
Le kiosque à musique.
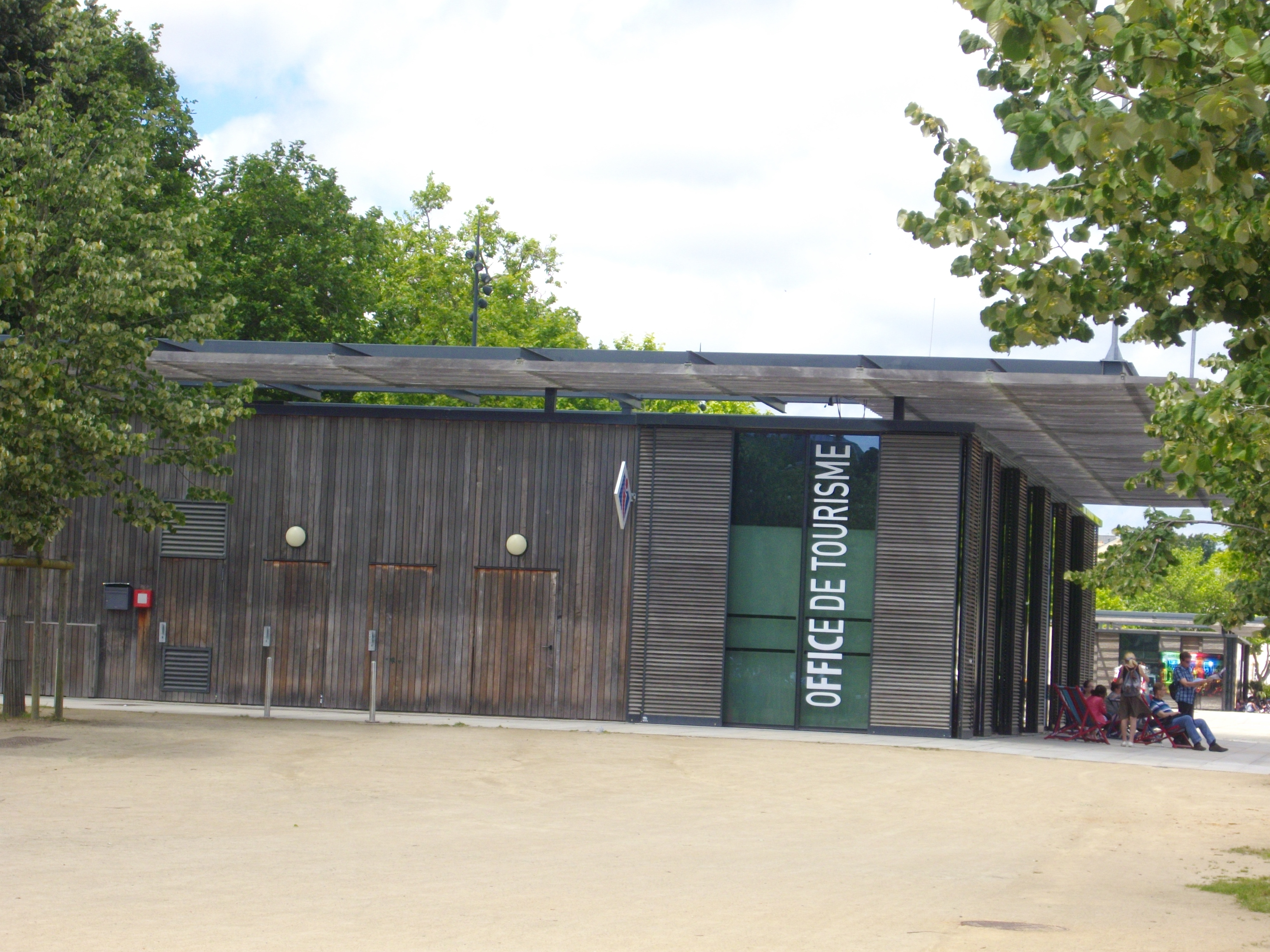
L'office de tourisme.

## Origine du nom
Une « rabine » est une large allée plantée d'arbres.

## Historique
La promenade de la Rabine est aménagée progressivement dans le courant du XVIIIe siècle à partir de l'embryon du port de Vannes. Un premier môle, d'environ 80 m, est établi au XVIIe siècle au pied des remparts (entre les actuelles place Gambetta et rue du Port). L'espace à l'ouest de celui-ci est progressivement remblayé pour accompagner l'activité portuaire}. Entre 1727 et 1733, des travaux sont menés, suivant les plans d'Olivier Delourme, pour prolonger une première fois les quais vers le sud.
Une nouvelle campagne de travaux est menée par l'entreprise Pinault entre 1747 et 1749 pour étendre le mail, qui atteint alors 170 m. À cette occasion, sont notamment plantés 76 arbres et installés une douzaine de bancs pour les flâneries des Vannetais. L'espace portuaire, et le mail, continuent de s'étendre au sud, au gré des travaux d'urbanisme et de désenvasement du port, durant les décennies suivantes, pour atteindre 700 m en 1824 et compte près de 200 arbres (569 arbres son décomptés à la fin du XIXe siècle). Un buste en bronze d'Alain-René Lesage y est inauguré en septembre 1892.
Entre la guerre de 1870 et la Première Guerre mondiale, cet espace est utilisé par les différents régiments stationnés en ville pour leurs défilés militaires. Le lieu devient également un lieu de vie à la fin du XIXe siècle, accueillant un kiosque à musique et les grands événements de la vie municipale. La foire aux oignons ou la fête foraine y étaient par exemple organisé au XXe siècle.
Les réaménagements du port au début du XXIe siècle ont conduit à la suppression du parking qui occupait l'espace septentrional. L'office du tourisme y est construit et transféré en 2009 et un skate-park aménagé immédiatement au sud de celui-ci en 2018.

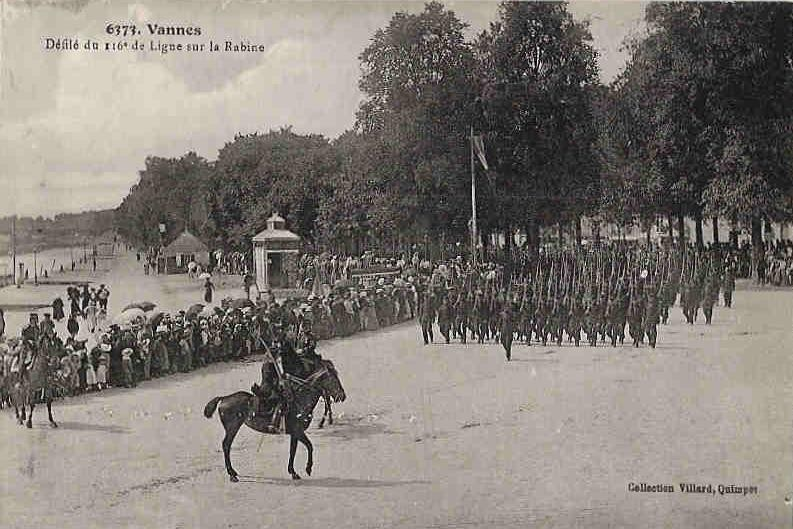
Le 116e régiment d'infanterie en parade en 1914.
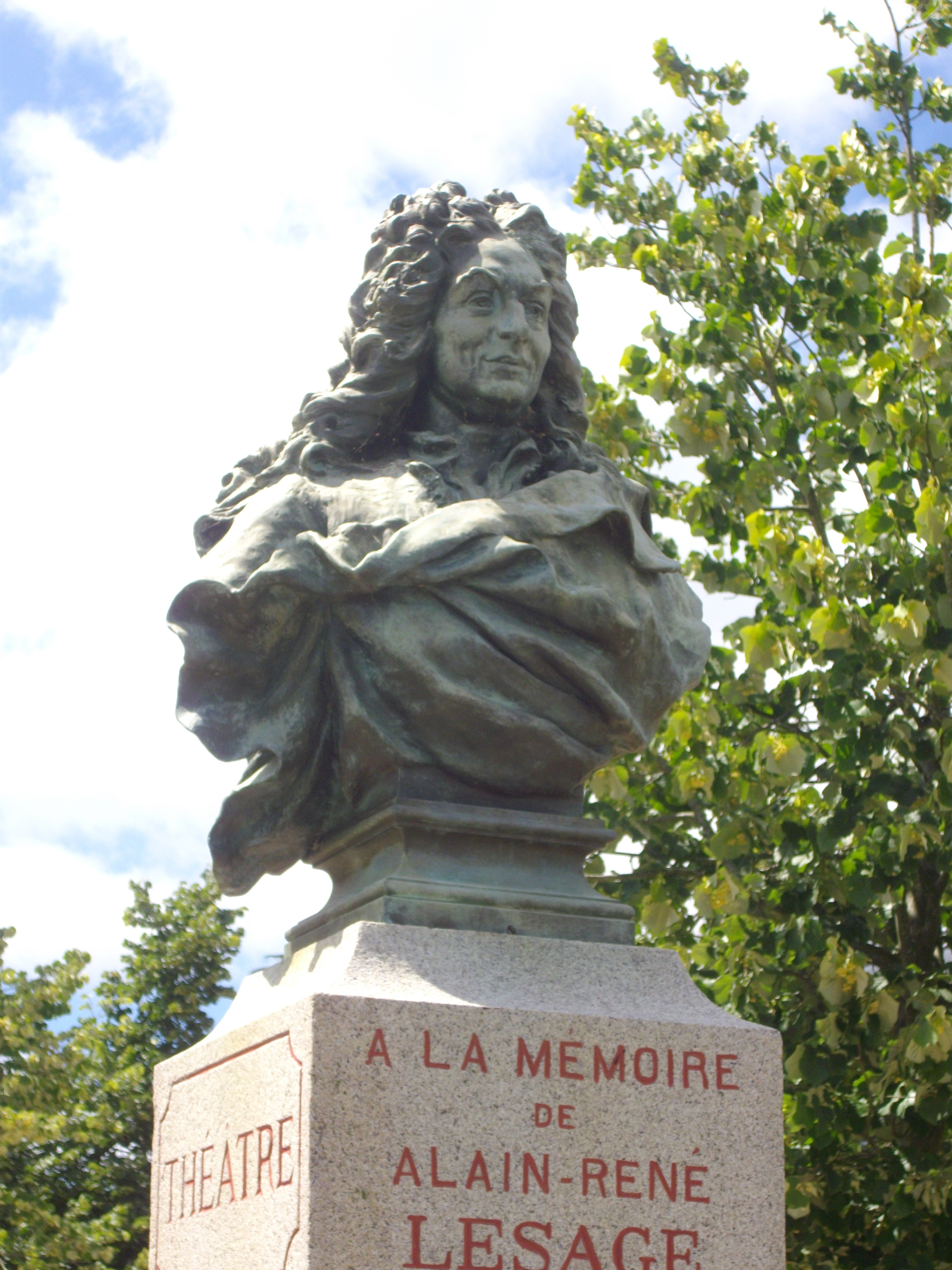
Buste de Lesage.

### Projet urbain de 2021
En avril 2021, la mairie de Vannes présente son projet de réaménagement de la promenade, dont les travaux sont prévus jusqu'au printemps 2022. La municipalité souhaite ainsi transformé la promenade en un grand espace vert. Côté port, la voie piétonne sera réaménagée et une piste cyclable bidirectionnelle créée. L'espace restant sera complètement engazonné et quatre rangées d'arbres plantées, s'accompagnant de l'abattage de nombreux arbres malades et fragilisés par les infiltrations d'eau salée.